# Romanovsky and Phillips
Romanovsky and Phillips (anche come Romanovsky & Phillips) è stato un duo di musica leggera statunitense composto da due cantanti gay militanti, Ron Romanovsky e Paul Phillips, che hanno fatto della tematica omosessuale uno dei temi principali delle loro canzoni, satiriche e umoristiche. 

## Discografia
- In The Outfield - 1983.
- I Thought You'd Be Taller - 1984.
- Trouble In Paradise - 1986.
- Emotional Rollercoaster - 1988.
- Be Political, Not Polite - 1991.
- The Perfect Crime - 1992.
- Brave Boys - 1994.
- Let's Flaunt It - 1995.